# Journée du 22 février 1358
 (mai 2015).
La journée du 22 février 1358 est une journée d'émeute conduite par Étienne Marcel et qui se déroule au Palais de la Cité à Paris, résidence du dauphin Charles, futur Charles V de France.

## Origine de l'émeute
Au cœur de la guerre de Cent Ans, les Valois sont discrédités par leurs défaites militaires de Crécy et Poitiers. Le roi Jean le Bon ayant été fait prisonnier à Poitiers, son fils Charles assure la régence. Ses premiers temps de gouvernement sont difficiles : il n'a que 18 ans, peu de prestige personnel (il a quitté le champ de bataille de Poitiers contrairement à son père et à son frère Philippe le Hardi), peu d'expérience et doit porter sur ses épaules le discrédit des Valois.
En 1357, il convoque les états généraux pour lever de nouveaux impôts, mais l'évêque de Laon Robert Le Coq (autour duquel se regroupent les partisans de Charles de Navarre qui revendique la couronne) et Étienne Marcel, le prévôt des marchands de Paris soutenu par la bourgeoisie, lui imposent le 3 février 1357 la grande ordonnance qui instaure une monarchie contrôlée par les états généraux. Jean le Bon, depuis sa prison, en interdit l'application.
Manipulé par l'évêque Robert Le Coq et Charles II de Navarre, Étienne Marcel soulève les Parisiens : il rassemble autour de lui 3 000 émeutiers pour imposer l'application de cette réforme par la force. La nouvelle de l'acceptation par Jean le Bon du premier traité de Londres par lequel il cède la moitié du territoire à l'Angleterre provoque un tollé dont Étienne Marcel va profiter.

## Le Palais de la Cité envahi par les émeutiers

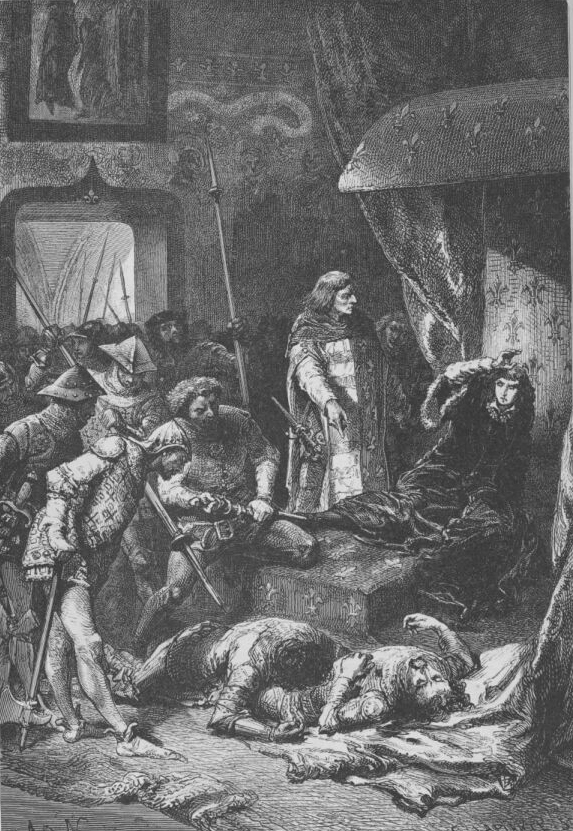
Meurtre des maréchaux par les parisiens en 1358. Étienne Marcel oblige le futur Charles V à coiffer le chaperon rouge et bleu des émeutiers. Histoire populaire de la France, Francois Pierre Guillaume Guizot, 1862. Gravure d’Alphonse de Neuville.

Cette foule furieuse ayant à sa tête Étienne Marcel envahit le Palais de la Cité en vociférant. Aux alentours de ce palais, la foule surprend Regnault d'Acy qui se réfugie dans une pâtisserie où on l'égorge férocement avec ses partisans. Le prévôt des marchands Étienne Marcel, qui connait le chemin qui mène à l'appartement du régent, rameute la foule qui le suit. 
Le but est d'impressionner le dauphin pour pouvoir mieux le contrôler. Robert de Clermont, maréchal de Normandie, et Jean de Conflans, maréchal de Champagne, présents, qui veulent protéger le futur Charles V, sont assassinés par une foule ivre de fureur. Le sang des deux maréchaux éclabousse la huque du dauphin qui est coiffé d'une toque que le prévôt des marchands lui enlève pour lui poser sur la tête son chaperon rouge et bleu (aux couleurs de Paris). Le prévôt n'était pas là pour assassiner le dauphin : il l'épargne car il le sous-estime et pense pouvoir le contrôler aisément : c'est une lourde erreur. Le timide et frêle Dauphin, se révèlera être un redoutable politique. Cependant, ce geste humiliant pour le Dauphin a pour effet d'empêcher la foule de le lyncher, Étienne Marcel l'a bel et bien sauvé. Pour l'heure, effrayé par cette scène, sans mot dire il prend ses jambes à son cou et s'enfuit sans demander son reste.
Étienne Marcel se dirige ensuite avec les émeutiers sur la place de Grève. Là, il remercie la foule  de les encourager à éliminer « les traîtres du royaume ». Devenu maître de Paris, il s’efforce de gagner la province à sa cause. Il force ensuite le dauphin à ratifier le meurtre de ses conseillers et à réitérer l'ordonnance de 1357 qui lui a permis d'accéder au pouvoir exécutif. Étienne Marcel fait alors partie du Conseil de tutelle qui remplace le Conseil du roi.